# Stanislav Moskvin
Stanislav Vasil'evič Moskvin (in russo Станислав Васильевич Москвин?; Leningrado, 19 gennaio 1939) è un ex pistard sovietico, dal 1991 russo.

## Palmarès

### Pista
- 1963

Campionati del mondo, Inseguimento a squadre dilettanti (con Arnold Beljgard, Sergey Tereshchenkov e Viktor Romanov)
- 1965

Campionati del mondo, Inseguimento a squadre dilettanti (con Mikhail Kolyushev, Sergey Tereshchenkov e Leonid Vukolov)
- 1967

Campionati del mondo, Inseguimento a squadre dilettanti (con Mikhail Kolyushev, Viktor Bykov e Dzintars Latsis)
- 1969

Campionati del mondo, Inseguimento a squadre dilettanti (con Sergeï Kuskov, Viktor Bykov e Vladimir Kuznetsov)

### Strada

#### Altri successi
- 1961

4ª tappa, 1ª semitappa Course de la Paix (Świecie > Bydgoszcz, cronosquadre)
- 1961

11ª tappa Course de la Paix (Opole > Breslavia, cronosquadre)

## Piazzamenti

### Competizioni mondiali
- Campionati mondiali

Parigi 1958 - Inseguimento individuale Dilettanti: 5°
Milano 1962 - Inseguimento a squadre Dilettanti: 3°
Rocourt 1963 - Inseguimento individuale Dilettanti: 2°
Rocourt 1963 - Inseguimento a squadre Dilettanti: vincitore
Parigi 1964 - Inseguimento a squadre Dilettanti: 3°
San Sebastián 1965 - Inseguimento individuale Dilettanti: 2°
San Sebastián 1965 - Inseguimento a squadre Dilettanti: vincitore
Amsterdam 1967 - Inseguimento a squadre Dilettanti: vincitore
Brno 1969 - Inseguimento a squadre Dilettanti: vincitore
Leicester 1970 - Inseguimento a squadre Dilettanti: 3°
- Giochi olimpici

Roma 1960 - Inseguimento a squadre: 3°